# Dock des Alcools
Le Dock des Alcools, situé avenue du Président-Wilson à Saint-Denis en Seine-Saint-Denis est un ancien bâtiment industriel réhabilité.

## Description
Cet immeuble représente une surface de 11.000 mètres carrés. C'est un exemple typique de l’architecture industrielle des années 1920.

## Historique
Il a été construit entre la fin des années 1920 et le début des années 1930.
Il a été réhabilité de 1986 à 1988 par l'architecte Thierry Melot.
En 2016, le groupe Carlyle revend ce site à la Compagnie de Phalsbourg. En juillet 2018, un permis de construire est délivré au nouveau propriétaire pour la réalisation d'un projet conçu par l'architecte Patrick Mauger. Ce projet a pour objectif de mettre en valeur les voûtes minces et ovoïdes en béton en supprimant certaines adjonctions. Le parvis sera végétalisé, offrant un cadre paysagé à ce témoin de la mémoire urbaine de la Plaine Saint-Denis.

## Moyens d'accès
Le site est desservi par la ligne 12 du métro de Paris et la ligne 3b du tramway d'Île-de-France par la station Porte de la Chapelle